# Mesquite (Nevada)
Mesquite es una ciudad ubicada en el condado de Clark en el estado estadounidense de Nevada. En el año 2000 tenía una población de 14.799 habitantes y una densidad poblacional de 236,8 personas por km².

## Geografía
Mesquite se encuentra ubicada en las coordenadas 36°48′9″N 114°4′56″O / 36.80250, -114.08222.

## Demografía
Según la Oficina del Censo en 2000 los ingresos medios por hogar en la localidad eran de $40.392, y los ingresos medios por familia eran $42.941. Los hombres tenían unos ingresos medios de $27.083 frente a los $24.402 para las mujeres. La renta per cápita para la localidad era de $20.191. Alrededor del 10,2% de la población estaban por debajo del umbral de pobreza.